# Dobrosława Bałazy
Dobrosława Bałazy (ur. 24 października 1957 w Miechowie) – reżyserka Teatru Polskiego Radia, zajmująca się też polskimi wersjami językowymi seriali animowanych.

## Reżyser dubbingu
- 2011: Niesamowity Świat Gumballa
- 2011: Scooby-Doo: Klątwa potwora z głębin jeziora
- 2010: Vicky – wielki mały wiking
- 2010: Umizoomi
- 2010: Scooby Doo: Abrakadabra-Doo
- 2009: Scooby Doo i miecz samuraja
- 2007: Scooby Doo i śnieżny stwór
- 2006: Krowy na wypasie
- 2005: Mały wojownik
- 2005: Aloha, Scooby Doo
- 2004: Hi Hi Puffy AmiYumi
- 2003: Szczenięce lata Clifforda
- 2002: Barbie jako Roszpunka
- 2000-2003: Rycerz Piotruś herbu Trzy Jabłka
- 1999–2000: Digimon Adventure
- 1998–1999: Tajne akta Psiej Agencji
- 1997–2001: Bobry w akcji
- 1997: Sam i Max – Niezależni policjanci
- 1997: Loggerheads
- 1995: Dzieciaki do wynajęcia
- 1995–1998: Gęsia skórka
- 1995–1996: Księżniczka Tenko
- 1994–1995: Myszka Miki i przyjaciele
- 1993–1994: Przygody Brisco County Juniora
- 1993: Podróż do serca świata
- 1992: Nowe podróże Guliwera
- 1991–1997: Rupert
- 1987: Królewna Złoty Loczek
- 1986–1988: Dennis Rozrabiaka
- 1986: Laputa – zamek w chmurach
- 1985: Guziczek
- 1983: Kaczor Donald przedstawia
- 1980: Filiputki
- 1976: Huckleberry Finn
- 1961–1962: Kocia ferajna

## Dialogi polskie
- 2001–2003: Aparatka (odc. 14, 22, 24, 26)

## Montaż
- 1982: Przygody Myszki Miki i Kaczora Donalda